# Lochau
Lochau est une commune autrichienne du district de Brégence dans le Vorarlberg.